# William S. Allen

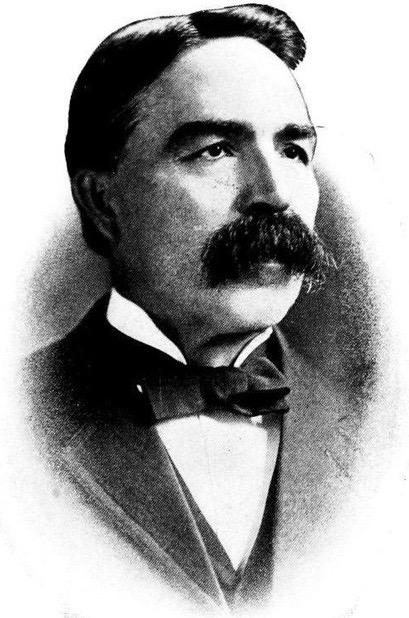
William S. Allen

William Sylvester Allen (* 26. August 1857 in Hillsboro, Iowa; † 6. Dezember 1926 in Fairfield, Iowa) war ein US-amerikanischer Rechtsanwalt und Politiker der Republikanischen Partei.

## Werdegang
Nach seinem Abschluss an der University of Iowa zog Allen nach Birmingham und praktizierte dort als Rechtsanwalt. In Birmingham wurde er außerdem zum Bürgermeister gewählt und gehörte der Schulkommission an. 
Allen war von 1894 bis 1898 Abgeordneter im Repräsentantenhaus von Iowa, von 1909 bis 1913 Senator im Senat von Iowa und fungierte anschließend als Secretary of State von Iowa. Am 1. Juli 1919 trat er als Secretary of State zurück und praktizierte wieder als Rechtsanwalt in Fairfield.